# Câmara de Comércio Latino-Americana na Rússia (CCLAR)

Logotipo oficial da CCLAR

A Câmara de Comércio Latino-Americana na Rússia (CCLAR) é uma organização independente sem fins lucrativos que promove o comércio bilateral e o investimento entre os países da América Latina e a Federação Russa. A CCLAR é uma associação baseada em membros que representa mais de 32 corporações e indivíduos. Além disso, apoia o desenvolvimento empresarial de seus associados por meio de conferências e seminários internacionais, reuniões B2B e missões comerciais. O fundador e presidente da CCLAR é o empresário mexicano residente na Rússia, Domingo García Martínez Zurita.

## Origem
A CCLAR surgiu no ano de 2024, no auge das relações comerciais entre a Federação Russa e os países da América Latina, quando o volume do comércio bilateral alcançou pela primeira vez 12,4 bilhões de dólares, enquanto o nível de importações da América Latina pela Rússia cresceu 40%. Esse clima econômico impulsionou a criação de uma câmara de comércio especializada na América Latina, sendo uma pessoa jurídica russa, fundada com o objetivo de continuar aumentando o comércio entre as duas regiões.
A CCLAR é a primeira câmara de comércio de iniciativa privada na Rússia, orientada exclusivamente para a interação com o mercado latino-americano. Sua ideia principal é desenvolver as relações comerciais e projetos de investimento entre as duas regiões. A criação da CCLAR ocorreu num contexto de transformações estruturais na economia russa, mudanças na ordem mundial, o crescente peso da coalizão BRICS e a busca por novas oportunidades de cooperação econômica.

## Atividade
A Câmara é uma associação privada de empresas e corporações que representa oficialmente os interesses de corporações e indivíduos latino-americanos na Rússia e auxilia as empresas russas a operarem nos mercados latino-americanos.
A CCLAR busca aumentar a troca comercial entre a Rússia e a América Latina, aproveitando tanto as carências de certos setores na Rússia e seus vizinhos, quanto o interesse latino-americano em acessar mercados com potencial de parceria estratégica.
Para 2025, a CCLAR reunirá cada vez mais empresas e pessoas físicas. Está especialmente ativa no setor de pequenas e médias empresas, mas também fortalece a cooperação entre grandes companhias de ambas as regiões.
Como uma organização inovadora no mercado russo, a CCLAR mantém amplos relacionamentos estratégicos com as 20 missões diplomáticas latino-americanas na Rússia, o Ministério das Relações Exteriores russo, grandes corporações estatais e meios internacionais.

## Serviços
CCLAR é uma ponte empresarial entre as duas regiões e, por conseguinte, oferece um conjunto de serviços aos seus associados, como análise de mercado e a identificação de oportunidades empresariais, consultoria jurídica e fiscal, inscrição de pessoa jurídica e apoio em serviços financeiros, tradução e monitoramento de conformidade com os acordos comerciais estabelecidos entre clientes. Além disso, a Câmara organiza eventos de networking entre associados e pessoas-chave para o desenvolvimento comercial, missões empresariais entre a Rússia e a América Latina, seminários e conferências sobre os temas atuais do comércio internacional da Rússia com outras câmaras de comércio, e também participa dos principais fóruns econômicos na Rússia, como o Fórum Econômico Internacional de São Petersburgo.